# Brad Kern
Brad Kern es un productor de televisión y guionista estadounidense. Fue productor ejecutivo y showrunner de la serie de televisión de CBS NCIS: New Orleans desde la mitad de la segunda temporada hasta el final de la cuarta temporada. Anteriormente, también fue productor ejecutivo y showrunner del drama sobrenatural Charmed durante sus ocho temporadas.

## Carrera
Comenzó en televisión como escritor en Remington Steele, donde fue ascendiendo hasta convertirse en productor supervisor.
Fue productor ejecutivo y showrunner de la premiada serie de Fox New York Undercover. Otros créditos anteriores incluyen coproductor ejecutivo de Lois & Clark: The New Adventures of Superman, productor supervisor de Las aventuras de Brisco County Jr. y editor ejecutivo de historias de Hill Street Blues.
Se desempeñó como productor ejecutivo y showrunner de la serie sobrenatural Beauty & the Beast de The CW durante tres temporadas; y, antes de eso, fue productor ejecutivo de la serie de acción y aventuras de FOX, Human Target.

### Charmed
Fue contratado como showrunner de la serie de televisión de The CW Charmed cuando su piloto de presentación se convirtió en serie, y compartió el trabajo de productor ejecutivo con la creadora del programa, Constance M. Burge, durante las dos primeras temporadas. En 2000, Burge dejó su puesto de productora ejecutiva en Charmed antes de su tercera temporada después de que, según se informó, se sintió frustrada con la dirección que estaban tomando las historias para esa temporada y debido a desacuerdos con su colega productor ejecutivo Kern. Sin embargo, permaneció en Charmed como consultora ejecutiva hasta la cuarta temporada.

#### Libro de las sombras
Al final de la serie, Kern y Holly Marie Combs, quien interpretó a Piper Halliwell a lo largo de la serie, tomaron propiedad en dúo de la versión «Hero» del Libro de las sombras; las versiones de utilería se vendieron en subastas. La versión «Hero» es el Libro de las sombras principal y más completo, y fue fundamental para el rodaje de la serie. Generalmente se guardaba bajo llave.
Se suponía que Kern y Combs compartirían la custodia del libro, y acordaron alternar la posesión y cada uno recibiría el libro durante un año. Sin embargo, luego se reveló que Kern nunca cumplió con este acuerdo, ya que nunca transfirió la posesión a Combs.

### NCIS: New Orleansy salida de CBS
Fue productor ejecutivo y showrunner del procedimiento televisivo de CBS NCIS: New Orleans desde la mitad de la segunda temporada hasta el final de la cuarta temporada. En diciembre de 2017, Variety informó que CBS había investigado a Kern dos veces por acoso sexual y discriminación contra las mujeres mientras era showrunner de NCIS: New Orleans. En mayo de 2018, Kern dejó el cargo de showrunner de NCIS: New Orleans, aunque seguiría siendo productor consultor de la serie. Tras una tercera investigación, Kern fue despedido de la serie en octubre de 2018 y su acuerdo general con CBS Television Studios fue rescindido.

## Vida personal
Su tío fue el cofundador de Porsche y piloto de carreras Adolf Rosenberger.